# Louis François Armand de Vignerot du Plessis
El mariscal Louis François Armand de Vignerot du Plessis, Duc de Fronsac, després Duc de Richelieu (1715), príncep de Mortagne, marquès del Pont-Courlay, comte de Cosnac, baró de Barbezieux, baró de Coze i baró de Saugeon, Pairie de França, va néixer a París el 13 de març de 1696 i va morir el 8 d'agost de 1788.

## Biografia
Nebot del Cardenal Richelieu, Louis François Armand de Vignerot du Plessis era el fillol de Lluís XIV de França i de la Duquessa de Bourgogne, es va casar tres vegades :
- En primeres noces, es va casar el 12 de febrer de 1711 amb Anne Catherine de Noailles (1694- 1716).
- Es va tornar a casar el 7 d'abril 1734 amb Élisabeth de Lorraine (1710- 1740) del qual va tenir dos fills :

1. Antoine (1736-1791), duc de Fronsac ;
2. Jeanne Sophie Élisabeth Louise Armande Septimanie (1740- 1773) (comtessa Casimir Pignatelli).

- Finalment, es va casar de nou als 84 anys, el febrer de 1780, amb Jeanne De Lavaulx (1734- 1815).

Amb el malnom de «l'Alcibíades francès», es va fer famós pels seus excessos (no va temer comprometre princeses de sang reial i es pretén que va voler fins i tot seduir la seva padrina, casada amb l'hereu del tron), les seves aventures amoroses i els seus duels, que li van valer de ser empresonat catorze mesos a La Bastilla en la seva joventut. Hi va tornar per a un duel el 1716, després el 20 de març de 1719, greument compromès en la Conspiració de Cellamare. El càrrecs contra ell eren tan forts que el Regent va declarar : «Si el Sr. Richelieu tingués quatre caps, tindria a la meva butxaca amb què tallar-los tots quatre... ». I hauria afegit : «Si només en tingués una... »Abans d'alliberar-lo a les instàncies de la seva filla, Carlota d'Orleans, que n'estava bojament enamorada i, en aquesta ocasió, va haver de fer la promesa de renunciar a casar-se amb ell i en canvi, de casar-se amb un príncep sobirà Francesc III d'Este.
Entre les seves innombrables conquestes femenines, es pot citar igualment Émilie du Châtelet el 1733, la no menys famosa Baronessa de Tencin amb qui va mantenir una llarga correspondència, Carlota d'Orleans filla de Philippe d'Orleans regent de França i Marie-Jeanne du Barry quan era a París. Es compta també la marquesa genovesa Pellina Brignole, nascuda Lomellini, amb la qual va tenir una relació a Gènova el 1748 mentre que Pellina, futura duquessa, no era res més que la cunyada del duc de llavors, Gian Francesco II.

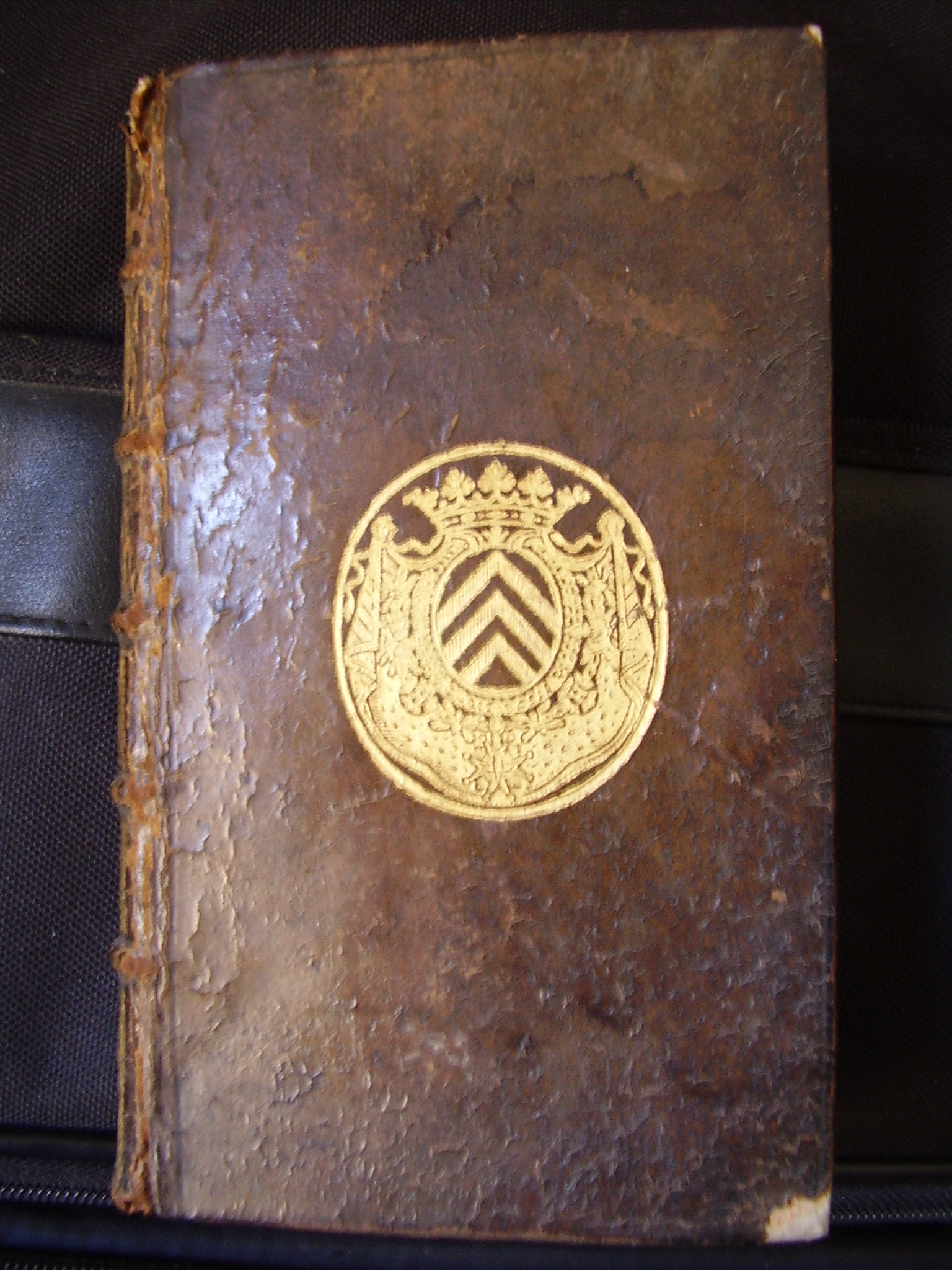
Relleu de les armes del duc de Richelieu

Gràcies a la protecció de la Jeanne Agnès Berthelot de Pléneuf, amant del Duc de Bourbon, primer ministre després de la mort del Regent, va ser nomenat ambaixador a Viena (1725- 1729) després a Dresde. Va demostrar ser un hàbil diplomàtic.
El 1743, va ser nomenat Primer gentilhome de la Cambra i, el 1755, governador de la Guyenne on va descobrir i va apreciar els vins de Bordeus.
Home de guerra valerós, va combatre amb distinció en nombroses campanyes entre 1733 i 1758, prenent part decisiva a les batalles de Dettingen (1743) i Fontenoy (1745). Va ser fet Mariscal de França el 1748. Fou lloctinent general del Llenguadoc i governador de Guiena i Gascunya. El 1756 comandà l'expedició marítima francesa que arrabassà Menorca als anglesos, durant la guerra dels Set Anys, i el 1757 ocupà Hannover.
Brillant cortesà, va exercir una gran influència sobre Lluís XV de França, fins que Madame de Pompadour, ofesa pel seu rebuig a casar el seu fill, Louis Antoine Sophie de Vignerot du Plessis, Duc de Fronsac, amb la seva filla, Srta. d'Étiolles, l'allunya del Rei sense aconseguir però privar-lo de tot crèdit.
Mecenes generós, va ser amic de Voltaire, que va rebre sovint a les seves residències de París, Versalles i Fontainebleau.
Tot i que a penes sabia ortografia, va ser escollit per unanimitat a l'Académie française el 25 de novembre de 1720. Va fer escriure el seu discurs de recepció per Fontenelle, Campistron i Destouches. Va exercir una gran influència al si de l'Acadèmia. Va ser igualment membre honorari de l'Acadèmia Francesa de les Ciències el 1731.
Va ser fet cavaller de l'Ordre del Saint-esprit l'1 de gener de 1729.